# Giennadij Aleksandrow
Giennadij Pietrowicz Aleksandrow (ros. Геннадий Петрович Александров, ur. 31 sierpnia 1918 w Iwanowie-Wozniesieńsku (obecnie Iwanowo), zm. 9 marca 1945 na Pomorzu Zachodnim) – radziecki czołgista, starszyna, uhonorowany pośmiertnie tytułem Bohatera Związku Radzieckiego (1945).
Urodził się w rodzinie robotniczej. W wieku 4 lat stracił ojca. Miał wykształcenie niepełne średnie, pracował jako ślusarz w fabryce. W listopadzie 1938 został powołany do Armii Czerwonej, był żołnierzem pułku Wojsk Wewnętrznych NKWD w Taszkencie. W lipcu 1941 pułk, w którym służył, został przeniesiony do Rieutowa i włączony w skład samodzielnej dywizji specjalnego przeznaczenia NKWD im. Dzierżyńskiego, później wykonywał różne zadania w Moskwie i obwodzie moskiewskim, m.in. ochrony porządku wewnętrznego i walki z dywersyjno-zwiadowczymi grupami wroga. W 1944 Aleksandrow został skierowany do regularnej armii frontowej jako mechanik-kierowca czołgu T-34, od maja 1944 brał udział w walkach wojny z Niemcami. Walczył na 1 Froncie Białoruskim, m.in. nad Drucią i Berezyną, uczestniczył w walkach o Mińsk, Baranowicze i Brześć, był lekko ranny. Wyróżnił się podczas operacji wiślańsko-odrzańskiej, walcząc w składzie 108 Brygady Pancernej 9 Korpusu Pancernego 33 Armii w stopniu starszyny. 29 stycznia 1945 wraz z załogą czołgu w walkach 5 km na południe od Sulechowa brał udział w odpieraniu wielu niemieckich kontrataków i ubezpieczaniu przeprawy przez Odrę głównych sił radzieckich, zadając przeciwnikowi duże straty. Został za to przedstawiony do odznaczenia tytułem Bohatera Związku Radzieckiego. Zginął w walkach na Pomorzu Zachodnim. Został pochowany w Augustwalde (obecnie Wielgowo w Szczecinie). W Iwanowie jego imieniem nazwano ulicę.

## Odznaczenia
- Złota Gwiazda Bohatera Związku Radzieckiego (pośmiertnie, 24 marca 1945)
- Order Lenina (pośmiertnie, 24 marca 1945)
- Order Wojny Ojczyźnianej II klasy (6 lutego 1945)
- Order Czerwonej Gwiazdy (23 lipca 1944)
- Medal „Za zasługi bojowe” (22 czerwca 1944)